# Cabo Setentrional
Cabo Setentrional é uma província da África do Sul, situada na faixa oeste e noroeste do país. Foi formada em 1994 a partir da anterior província do Cabo. A sua capital é Quimberlei, considerada a "capital dos diamantes" da África do Sul.
O Cabo Setentrional tem uma área de 372 889 km² e uma população (em 2022) de 1 355 629, dos quais mais de 50% são coloureds.

## Subdivisões
O Cabo Setentrional encontra-se dividido em cinco municípios distritais, que estão por sua vez subdivididos em 27 municípios locais e 5 zonas de gestão distrital.